# 가양로 (창원시)
가양로(Gayang-ro)는 경상남도 창원시 성산구 사파동 남산사거리에서 대한민국 경상남도 창원시 성산구 남산동안남초등사거리을 잇는 도로다.

## 주요 경유지
경상남도
- 창원시 성산구 (사파동 . 가음정동)

## 노선
| 이름              | 접속 노선                 | 소재지 | 소재지 | 소재지   | 비고 |
| ----------------- | ------------------------- | ------ | ------ | -------- | ---- |
| 남산사거리        | 창원대로                  | 창원시 | 성산구 | 사파동   |      |
| 센트럴파크 교차로 | 대정로40번길 가양로56번길 | 창원시 | 성산구 | 가음정동 |      |
| 남양사거리        | 가음로                    | 창원시 | 성산구 | 가음정동 |      |
| 대방중삼거리      | 창이대로                  | 창원시 | 성산구 | 가음정동 |      |
| 안남초등사거리    | 대암로                    | 창원시 | 성산구 | 가음정동 |      |

## 주요 건물및 시설
- 이마트24 창원가양점 (가양로 82/남양동 25-4)
- 성주초등학교 (가양로 127/가음동 25)
- 삼성스토어 대방점 (가양로 132/대방동 362-4)
- 대방중학교 (가양로 133/대방동 360)
- 남산중학교 (가양로 157/가음동 26)
- 안남중학교 (가양로 158/대방동 368)